# Ruddy Zang-Milama
Paulette Ruddy Zang-Milama (née le 6 juin 1987 à Port-Gentil) est une athlète gabonaise spécialiste du sprint.

## Biographie
Elle est éliminée en quart de finale des Jeux olympiques de 2008 et au premier tour des Championnats du monde 2007 et 2009. 
En début de saison 2010, la Gabonaise termine troisième du 60 mètres plat des Championnats du monde en salle de Doha après la disqualification pour dopage de LaVerne Jones-Ferrette. Elle partage la médaille de bronze avec la Jamaïcaine Sheri-Ann Brooks. 
Fin juillet à Nairobi, elle s'adjuge deux médailles individuelles aux Championnats d'Afrique : l'argent sur 100 mètres où elle établit un nouveau record national en 11 s 15 derrière la Nigériane Blessing Okagbare, et le bronze sur 200 mètres en 23 s 59, après avoir amélioré son record national en demi-finale, 23 s 55. Sélectionnée dans l'équipe d'Afrique lors de la première édition de la Coupe continentale de Split, Paulette Zang-Milama se classe troisième de l'épreuve du relais 4 × 100 mètres aux côtés de Agnes Osazuwa, Oludamola Osayomi et Blessing Okagbare. 
Elle remporte le 100 m des championnats de France le 29 juillet 2011 à Albi avec un chrono de 11 s 09. Ce temps devient par la même occasion le record du Gabon. Elle se qualifie pour les demi-finales de Daegu 2011.
En 2012, elle abaisse en 11 s 03 son propre record en 2012 à Port-d'Espagne, puis l'égale aux championnats de France le 16 juin.
Elle remporte le titre de championne d'Afrique à Porto-Novo devant Blessing Okagbare. Aux Jeux olympiques, elle échoue en demi-finale du 100 m.
En 2015, elle revient à son meilleur niveau en réalisant 11 s 08 à Greensboro. Cependant, à la suite de la suspension par l'IAAF du Gabon de toute épreuve internationale d'athlétisme, elle ne peut disputer ni les championnats du monde de Pékin ni les Jeux africains de Brazzaville.

### Palmarès
| Année | Compétition                    | Lieu       | Place | Épreuve               |
| ----- | ------------------------------ | ---------- | ----- | --------------------- |
| 2010  | Championnats du monde en salle | Doha       | 3e    | 60 mètres             |
| 2010  | Championnats d'Afrique         | Nairobi    | 2e    | 100 mètres            |
| 2010  | Championnats d'Afrique         | Nairobi    | 3e    | 200 mètres            |
| 2010  | Coupe continentale             | Split      | 3e    | Relais 4 × 100 mètres |
| 2012  | Championnats d'Afrique         | Porto-Novo | 1re   | 100 m                 |

### Records
| Épreuve      | Performance    | Lieu             | Date            |
| ------------ | -------------- | ---------------- | --------------- |
| 100 m        | 11 s 03 (NR)   | Port-d'Espagne   | 19 mai 2012     |
| 100 m        | 11 s 03 (NR)   | Angers           | 16 juin 2012    |
| 200 m        | 23 s 54 A (NR) | Nairobi          | 31 juillet 2010 |
| 60 m (salle) | 7 s 12         | Moscou           | 3 février 2013  |
| 100 m haies  | 14 s 49 (NR)   | La Roche-sur-Yon | 26 octobre 2008 |